# 벤 10: 에일리언 스웜
벤 10 : 에일리언 스웜(Ben 10: Alien Swarm)은 미국에서 제작된 알렉스 윈터 감독의 2009년 액션 영화이다. 김영선 등이 주연으로 출연하였고 지데온 아미르 등이 제작에 참여하였다.

## 출연

### 주연
- 김영선
- 김선혜
- 장광
- 엄상현
- 라이언 켈리
- 갤러드리엘 스틴맨
- 베리 코빈
- 나단 키즈

### 조연
- 앨리사 디아즈
- 린 맥아더
- 저스틴 웰본
- 그레이스 베인
- 윌버 피츠제럴드
- 스티브 워렌
- 존 굴드
- 트래비스 그랜트
- 숀 노울즈
- 빌 페이서
- 베리 홉킨스
- 조 월쉬
- 타미 루시 레짤프
- 마이클 레스
- 패트릭 콕스
- 케사르 아귀레
- 숀 M. 셀러스
- 소냐 톰슨
- 에리카 J. 우드
- 빅키 루이스

## 제작진
- 미술: 유다 아코
- 의상: 페기 스탬퍼
- 세트: 댄 포스트
- 배역: 루스 램버트
- 배역: 로버트 맥기